# Ahrar al-Cham
Ne doit pas être confondu avec Hayat Tahrir al-Cham.
Harakat Ahrar al-Cham al-Islamiyya (en arabe : حركة أحرار الشام الإسلامية, Ḥarakat Aḥrār aš-Šām al-Islāmiyah, « Mouvement islamique des hommes libres du Cham »), initialement Kataib Ahrar al-Cham, ou plus simplement Ahrar al-Cham, était un groupe rebelle salafiste apparu au cours de la guerre civile syrienne et actif depuis 2011. Membre du Front islamique syrien, puis du Front islamique, il opèrait principalement dans les gouvernorats d'Alep et d'Idlib mais aussi partout en Syrie. 
Le 18 février 2018, Ahar al-Cham fusionne avec le Harakat Nour al-Din al-Zenki pour former un nouveau mouvement : le Front de libération syrien. Il se fond ensuite dans le Front national de libération, puis dans l'Armée nationale syrienne.
Le 29 janvier 2025, à l'occasion de la conférence de la victoire de la révolution syrienne (en), la dissolution des Ahrar al-Cham est annoncée en même temps que celle de tous les autres groupes rebelles ayant pris part à l'offensive à l'origine de la chute du régime de Bachar al-Assad. 

## Drapeaux

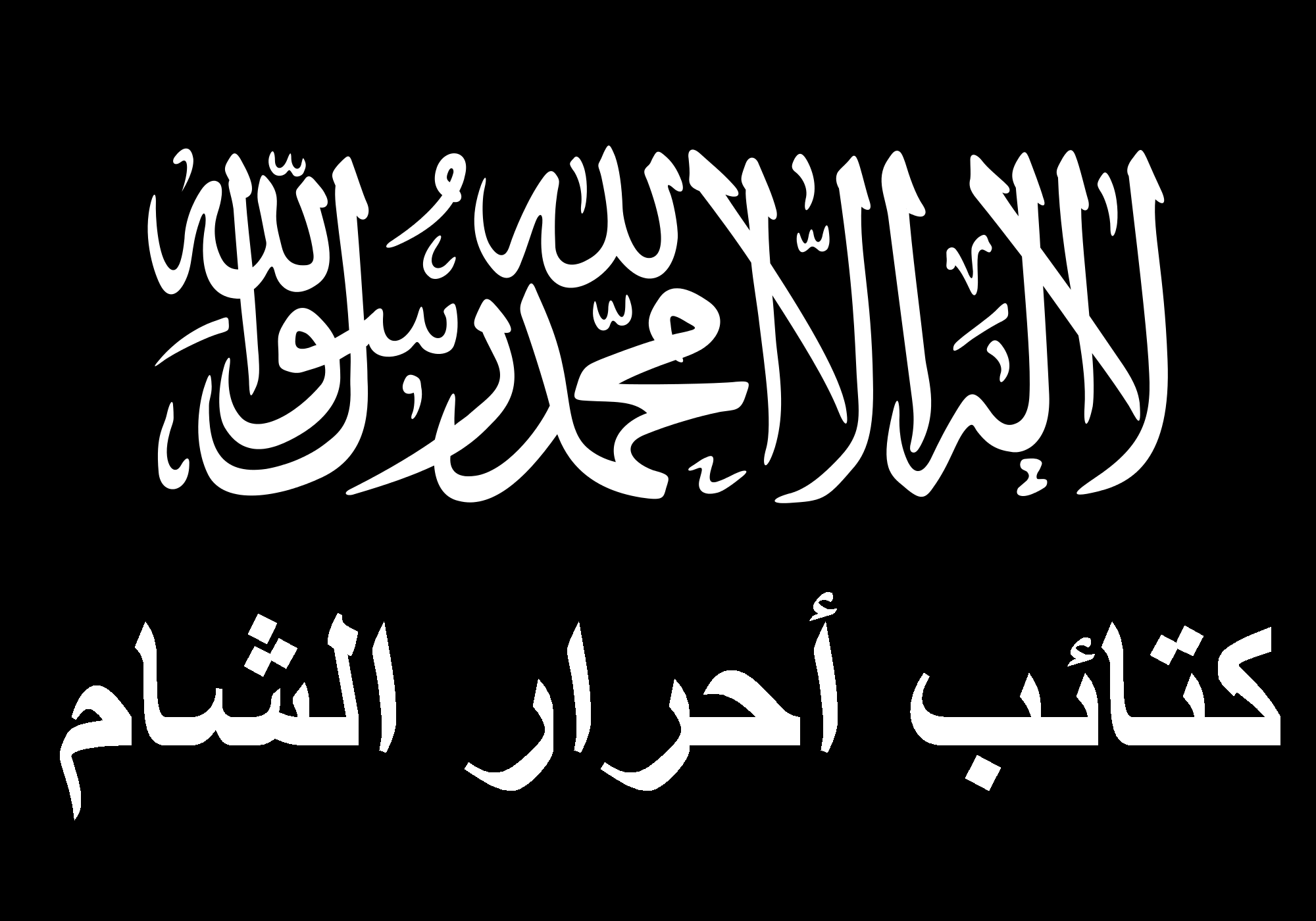
Premier drapeau d'Ahrar al-Cham, vu en janvier 2012, rarement utilisé.
Drapeau d'Ahrar al-Cham, de 2012 à 2013.
Drapeau d'Ahrar al-Cham utilisé après la formation du Front islamique, de 2013 à 2017.
Drapeau non-officiel d'Ahrar al-Cham, rarement utilisé.
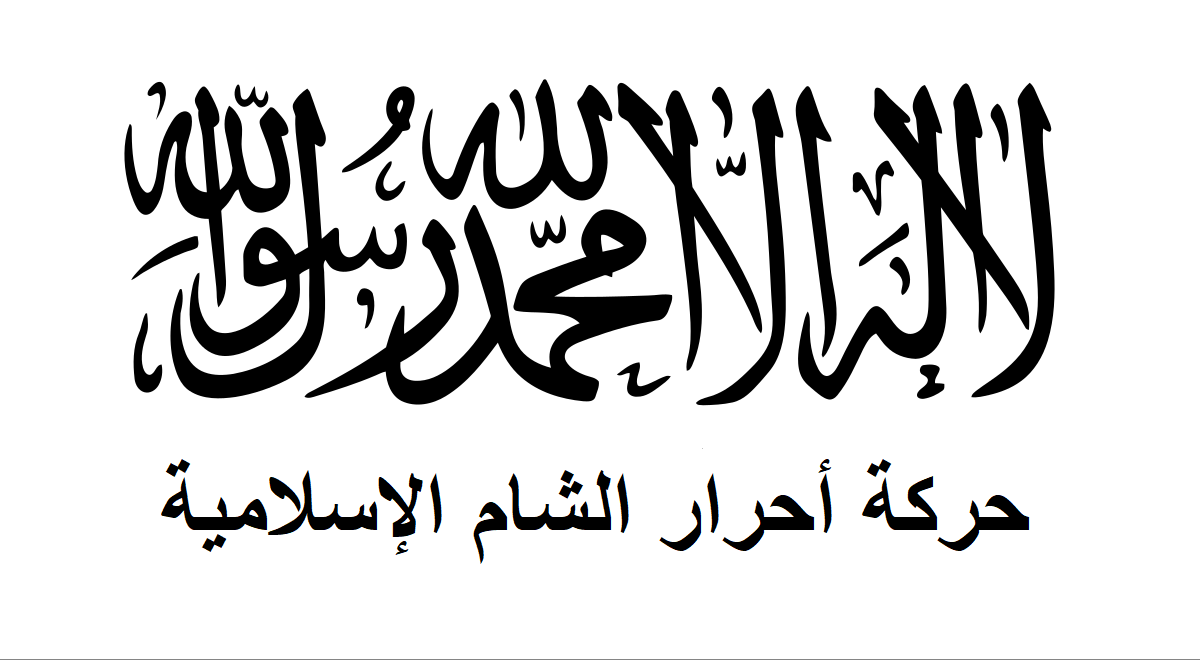
Drapeau non-officiel d'Ahrar al-Cham, rarement utilisé.
Le drapeau de la révolution syrienne, utilisé par Ahrar al-Cham à partir de 2017[4],[5]

## Histoire

### Fondation
Ahrar al-Cham est fondé pendant l'année 2011. Time rapporte que selon les déclarations d'un chef du mouvement nommé Abou Zeïd, les premières brigades du groupe auraient été formées quelque temps après la révolution égyptienne mais avant le 15 mars 2011, date des premières manifestations en Syrie. L'amnistie présidentielle du 31 mai 2011 ayant conduit à la libération de milliers de prisonniers dont des membres des Frères musulmans et autres opposants islamistes, a permis la constitution du noyau central d'Ahrar al-Cham,. Selon son chef fondateur, Hassan Aboud, Ahrar al-Cham mène ses premières actions de lutte armée à partir de mai et juin 2011, dans les gouvernorats de Hama et Idlib, soit avant même la fondation de l'Armée syrienne libre. Le succès d'Ahrar al-Cham est tel qu'il passe de 25 unités en 2011 à plus de 83 en janvier 2012.

### Affiliations et alliances

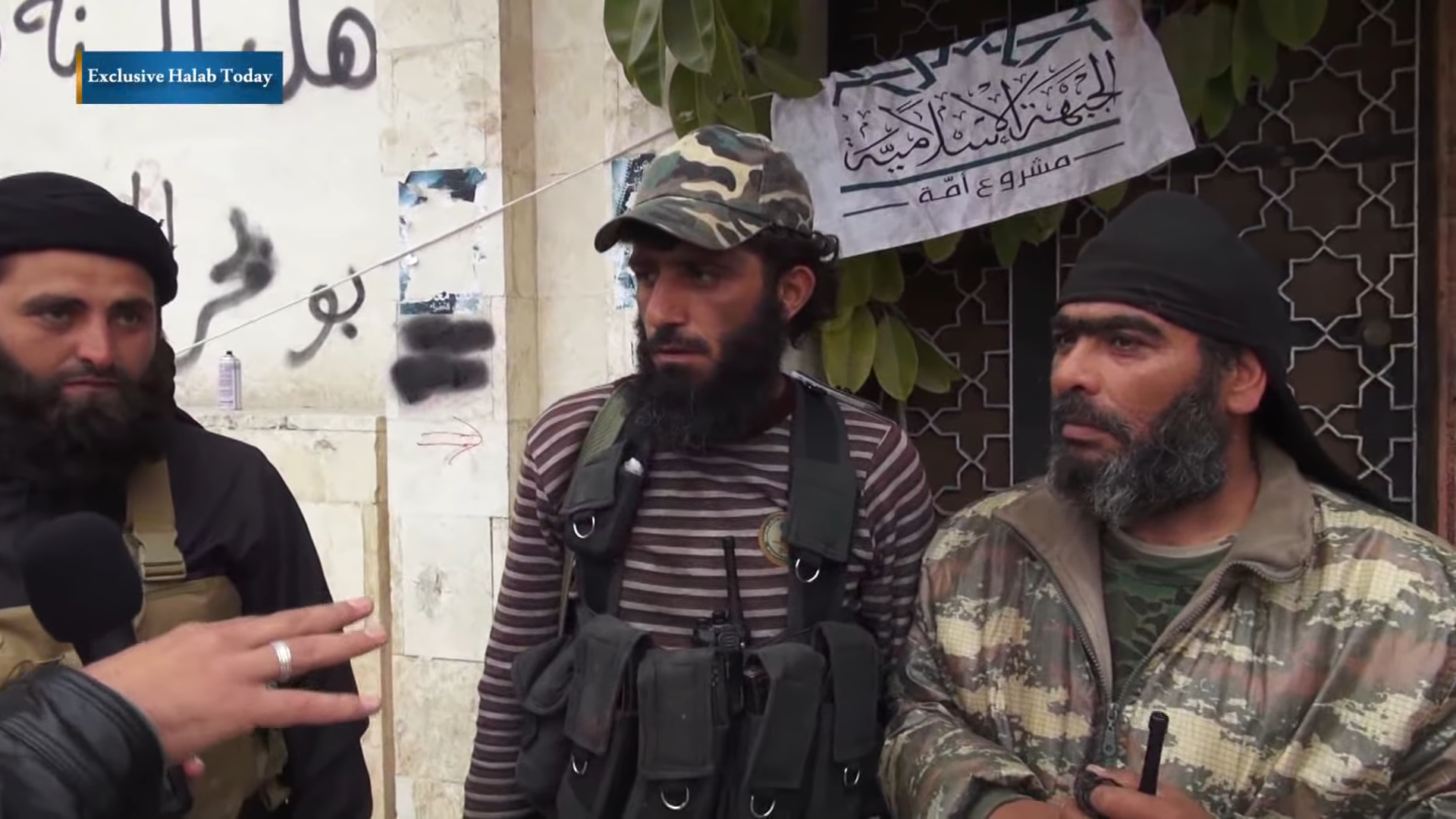
Des chefs d'Ahrar al-Cham à Idlib, le 30 mars 2015.

Fin décembre 2012, Ahrar al-Cham participe à la fondation du Front islamique syrien. Cette alliance est cependant dissoute en novembre 2013, et Ahrar al-Cham intègre peu après le Front islamique. Par la suite, trois des sept groupes du Front islamique fusionnent avec Ahrar al-Cham ; d'abord Liwa al-Haq et le Front islamique kurde en décembre 2014, puis Suqour al-Sham le 22 mars 2015,.
Dans le gouvernorat d'Idlib, Ahrar al-Cham fait partie des groupes rebelles qui forment l'Armée de la conquête le 24 mars 2015. Ahrar al-Cham est, avec le Front al-Nosra, le groupe le plus puissant de cette chambre d'opérations.
Dans le gouvernorat d'Alep, Ahrar al-Cham intègre la chambre d'opérations Fatah Halab créée le 26 avril 2015. Puis le 2 juillet 2015, il forme avec 13 autres groupes djihadistes — dont le Front al-Nosra et le Front Ansar Dine —  une nouvelle chambre d'opérations baptisée Ansar al-Charia,,,.
En octobre 2015, cinq factions islamistes rejoignent Ahrar al-Cham ; les Brigades et bataillons Tawhid al-Asimah, les Bataillons Abu Amarah, la Brigade Wa ‘Atasimu, la Brigade du Colonel martyr Ahmad al-Omar et le Mouvement Binaa Umma.
En janvier 2016, le Front al-Nosra fait une offre de fusion avec Ahrar al-Cham. Abou Mohammed al-Joulani propose alors de changer le nom de son groupe mais il exclut de rompre avec al-Qaïda. Cependant Ahrar al-Cham ne tient pas à se lier avec al-Qaïda et rejette l'offre, des accrochages ont même lieu entre les deux groupes à Salqin et à Harem, dans le gouvernorat d'Idlib, avant la conclusion rapide d'une trêve,. Le 22 août 2016, le Front al-Nosra rompt finalement avec al-Qaïda et se rebaptise Front Fatah al-Cham. Le 22 août 2016, des négociations s'ouvrent à nouveau entre Ahrar al-Cham et le Front Fatah al-Cham en vue d'une fusion. Cependant le projet bloque. La question divise Ahrar al-Cham, entre d'un côté les partisans du jeu politique, favorables à des négociations et qui souhaitent garder le soutien des pays du Golfe et de la Turquie, et de l'autre ceux, plus proches des thèses d'al-Qaïda, qui privilégient l'insurrection armée. En septembre, deux des figures les plus radicales d'Ahrar al-Cham, les Égyptiens Abou Al-Yaqadan Al-Masri et Abou Shouayb Al-Masri, et une unité militaire, la katiba Ashida, annoncent qu'ils quittent le groupe. Le Front Fatah al-Cham fait également l'objet de défections après l'ouverture de ces négociations.
Le 20 septembre 2016, le conseil religieux d'Ahrar al-Cham annonce apporter son soutien à l'intervention militaire turque au nord de la Syrie au nom de la « nécessaire présence d’une faction islamique sur les territoires libérés, pour ne pas laisser le champ libre aux forces contre-révolutionnaires du PKK et du PYD ». Cela provoque quelques tensions avec son allié du Front Fatah al-Cham, hostile à cette intervention.
Le 10 décembre 2016, hostiles à la politique pro-turque du groupe et favorables à un rapprochement avec le Front Fatah al-Cham, seize factions locales d'Ahrar al-Cham, menées par Abou Jaber et soutenues par Abou Saleh Tahhan et Abou Mohammed al-Sadeq, font scission pour fonder un nouveau groupe : Jaych al-Ahrar,,.
En janvier 2017, dans le gouvernorat d'Idlib et l'ouest du gouvernorat d'Alep, de violents combats éclatent entre d'un côté le Front Fatah al-Cham et de l'autre Ahrar al-Cham, Suqour al-Cham et des groupes de l'Armée syrienne libre. Le 25 janvier 2017, plusieurs groupes rebelles — Fastaqim Kama Umirt, Suqour al-Cham, Kataeb Thuwar al-Cham, l'Armée des Moudjahidines, ainsi que les unités de Jaych al-Islam et du Front du Levant présentes dans la région d'Idlib — annoncent leur fusion au sein d'Ahrar al-Cham, espérant ainsi par ce ralliement obtenir l'aide et la protection de ce groupe contre le Front Fatah al-Cham,,,,,,,. Trois jours plus tard, le Front Fatah al-Cham fusionne à son tour avec d'autres groupes pour former un nouveau mouvement : Hayat Tahrir al-Cham (HTC). De nombreux membres d'Ahrar al-Cham choisissent alors de faire défection pour rejoindre cette organisation.
Le 12 mai 2017, le Liwa Fajr al-Oumma rallie à son tour Ahrar al-Cham.
Fin 2017, la branche locale du groupe située dans le gouvernorat d'Alep intègre l'Armée nationale syrienne,.
Après la nomination de Amer al-Sheikh à la tête du mouvement en 2021, les Ahrar al-Cham se rapprochent de Hayat Tahrir al-Cham. Les Ahrar al-Cham participent à l'offensive rebelle ayant abouti à la chute de Bachar al-Assad au sein de la même chambre d'opérations que HTC. 

### Fusion
Le 18 février 2018, Ahrar al-Cham fusionne avec le Harakat Nour al-Din al-Zenki pour former un nouveau mouvement : le Front de libération syrien.

### Dissolution
En novembre-décembre 2024, les Ahrar al-Cham prennent part, au sein du commandement des opérations militaires, à l'offensive qui renverse le régime de Bachar al-Assad,. Le 29 janvier 2025, lors de la conférence de la victoire de la révolution syrienne (en), le porte-parole du commandement des opérations militaires, Hassan Abdel Ghani, annonce que « toutes les factions militaires » ayant pris part à l'offensive « seront dissous et intégrées aux institutions de l'État », y compris Ahrar al-Cham, dont le chef, Amer al-Sheikh, prononce un discours pour l'occasion,. En 2014, un commandant adjoint des Ahrar al-Cham, Abou Yazan al-Chami, avait émis le souhait de voir son organisation disparaître « à l'avenir », ne la considérant que comme « une étape ». 

## Idéologie

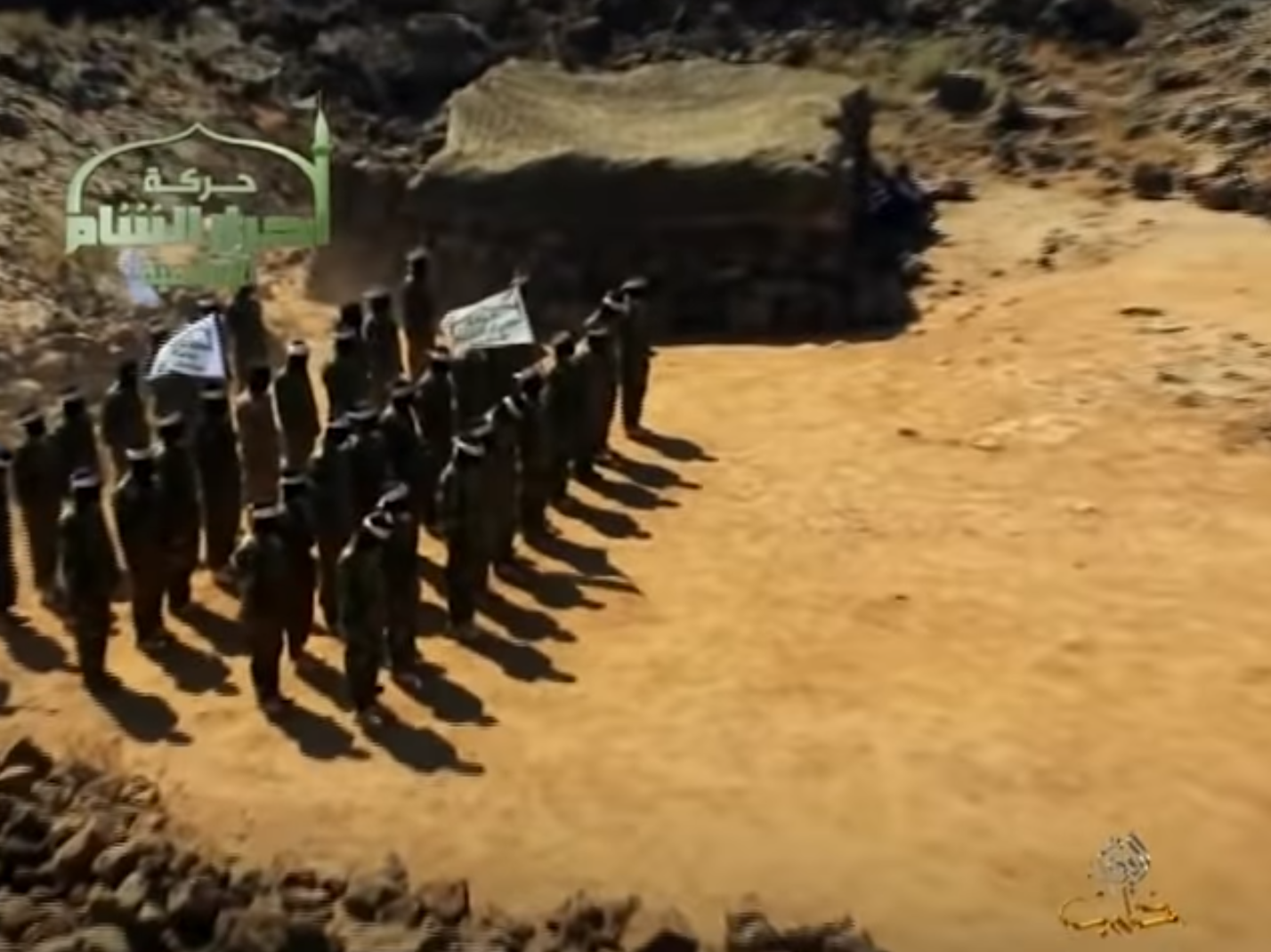
Défilé de combattants d'Ahrar al-Sham

Ahrar al-Cham est un groupe salafiste, ses objectifs sont limités à la Syrie et le groupe n'appelle pas au djihad global,,,. Pour le chercheur Romain Caillet, le groupe est salafiste mais non-djihadiste,. Stéphane Lacroix, chercheur au Centre de recherches internationales (CERI), qualifie l'idéologie d'Ahrar al-Cham de « salafo-nationalisme » et indique aussi que le groupe est non-djihadiste. Ahrar al-Cham demeure cependant la composante la plus dure du Front islamique. Selon l'universitaire Thomas Pierret ; « Ahrar al-Sham se distingue ouvertement du « courant réformiste », c’est-à-dire les Frères Musulmans, se réclamant plutôt d’une orientation « concordiste » (tawfiqiyya) située à mi-chemin entre ledit réformisme et le jihadisme ». Des responsables du groupe ont également revendiqué une proximité idéologique avec les talibans, présentés comme un modèle à suivre. Selon le chercheur Ziad Majed, Ahrar al-Cham est très hétérogène, en plus des salafistes le groupe compte également des frères musulmans.
En avril 2017, de manière inhabituelle, Ahrar al-Cham réagit à un message du chef d'al-Qaïda, Ayman al-Zawahiri, appelant ses partisans à ne pas privilégier le contrôle et l'administration des territoires, mais à se concentrer sur la guérilla : « Les partisans d'Al-Qaïda devraient se rappeler que la stratégie du cheikh Oussama [Ben Laden] était celle d’une guerre d’usure pour disperser les forces de l'ennemi. La prise du pouvoir nécessite, elle, un projet qui n’affole pas le monde entier : il est assez incroyable d’entendre encore dire que nous devons affronter toutes les armées de la planète. L'exemple de Daech ne suffit-il pas ? ».
L'idéologie du groupe a évolué progressivement en se déradicalisant, selon Thomas Pierret et Ahmad Abazeid.

## Organisation

### Commandement
Les Ahrar al-Cham sont considérés comme la seule faction islamique du conflit syrien à changer fréquemment de chef. 
Le fondateur et premier chef d'Ahrar al-Cham est Hassan Aboud, dit « Abou Abdullah al-Hamawi ». Ce dernier est tué le 9 septembre 2014, dans un attentat commis par le régime syrien, qui cause la mort de 47 des dirigeants du groupe lors d'une réunion dans une cave. Le lendemain, Ahrar al-Cham annonce que Hachem al-Cheikh, dit Abou Jaber, succède à Hassan Aboud à la tête du mouvement et qu'Abou Saleh Tahane devient le commandant militaire,,. Abou Jaber démissionne cependant un an plus tard et le 12 septembre 2015, Mohannad al-Masri, dit Abou Yahia al-Hamawi, est élu chef d'Ahrar al-Cham après un vote du Conseil de la Choura du groupe. Le 29 novembre 2016, Ali al-Omar, dit « Abou Ammar al-Omar », est annoncé comme nouveau commandant en chef des Ahrar al-Cham après de longues discussions au sein du Conseil de la Choura. Le 1er août 2017, le Conseil de la Choura annonce l'acceptation de la démission de Ali al-Omar et la nomination de Hassan Soufan (en), dit « Abou al-Baraa », à sa succession. Le 15 août 2018, le Conseil de la Choura prend la décision de limoger Hassan Soufan à la suite des nombreux revers militaires essuyés sous sa direction. Jaber Ali Basha, ancien adjoint de Ali al-Omar, le remplace. Le 9 janvier 2021, Amer al-Sheikh, dit « Abu Obeida Qatana », est nommé commandant en chef des Ahrar al-Cham dans le cadre d'un compromis entre les deux branches antagonistes du mouvement (celle dirigée par Jaber Ali Basha et celle dirigée par Hassan Soufan). Le 17 décembre 2024, soit un peu plus d'une semaine après la victoire des rebelles et la chute du régime Assad, Hassan Soufan est nommé gouverneur de Lattaquié et Amer al-Sheikh gouverneur du Rif Dimachq. 
Parmi les autres personnalités du groupe figurent : Abou Khaled al-Souri, nommé médiateur entre le Front al-Nosra et l'État islamique en Irak et au Levant par Ayman al-Zawahiri, tué à Alep dans un attentat-suicide le 23 février 2014 ; le commandant Majid Hussein al-Sadek, ancien officier de l'armée syrienne et chef d'état-major d'Ahrar al-Cham, tué le 23 avril 2016 dans un attentat-suicide dans le gouvernorat d'Idlib ; Abou Saleh Tahhan, responsable militaire dans le nord ; et Abou Mohammed al-Sadeq, un chef religieux.

### Effectifs

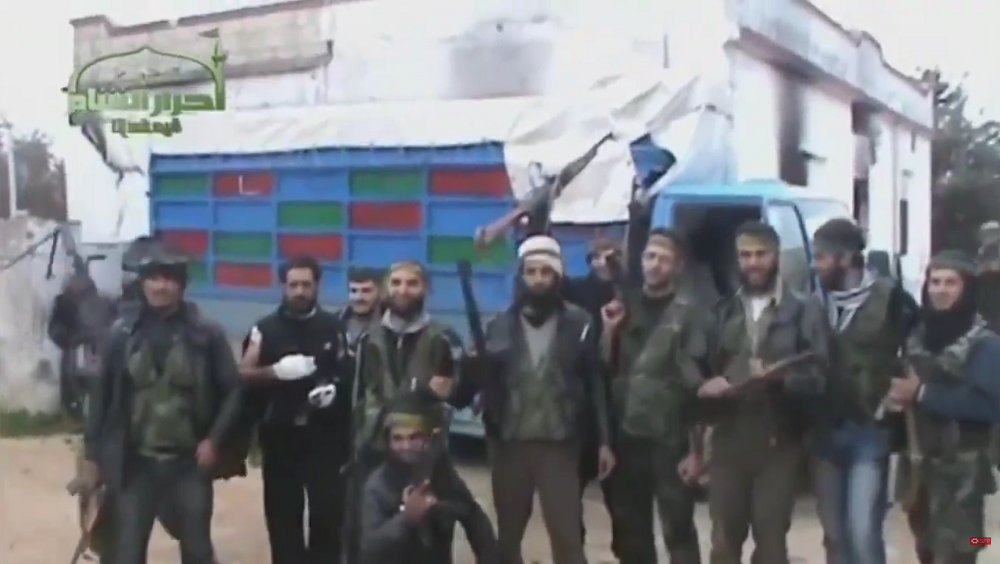
Des hommes d'Ahrar al-Cham dans un village du gouvernorat de Hama, le 11 mars 2013.

Les effectifs d'Ahrar al-Cham sont estimés entre 10 000 à 20 000 combattants. Fin 2015, Charles Lister, chercheur américain au Middle East Institute (en), donne le chiffre de 15 000 hommes. Début 2016, l'Institut pour l'étude de la guerre (think tank américain) donne le même chiffre. En janvier 2017, le grand reporter Georges Malbrunot, journaliste pour Le Figaro, donne l'estimation de 15 000 à 20 000 combattants, en grande majorité Syriens.
D'après l'Institut pour l'étude de la guerre, Ahrar al-Cham est le seul groupe armé syrien, avec Faylaq al-Cham, à être présent et actif sur plusieurs fronts en différents points du territoire syrien.
Les ralliements, le 25 janvier 2017, de Fastaqim Kama Umirt, Suqour al-Cham, Kataeb Thuwar al-Cham, l'Armée des Moudjahidines, et de certaines brigades de Jaych al-Islam et du Front du Levant, auraient apporté d'un coup 10 000 combattants supplémentaires à Ahrar al-Cham. Début février 2017, Ahrar al-Cham publie une infographie montrant les zones géographiques où sont réparties les différents combattants du groupe qui seraient au nombre de 25 000, ce qui en ferait le groupe rebelle le plus important en Syrie quant au nombre de soldats.
En janvier 2021, quelques jours après la nomination de Amer al-Sheikh à la tête des Ahrar al-Cham, un demi-millier d'hommes quittent le mouvement et rejoignent le Front du Levant pour protester contre sa décision de nommer un proche de Hayat Tahrir al-Cham comme commandant militaire. 

### Pertes
Le 10 septembre 2016, un chef d'Ahrar affirme que les pertes du groupe depuis le début de la guerre civile sont de 7 805 morts, 1 045 blessés et 120 prisonniers.
Le 9 janvier 2021, Amer al-Sheikh évoque le chiffre de « dix milles martyrs » lors de sa nomination à la tête du mouvement. 

## Relations et réactions internationales
Ahrar al-Cham est soutenu principalement par le Qatar et la Turquie, mais a également reçu des aides de l'Arabie saoudite à partir de 2015,,,,,. À partir de 2014, le groupe cherche également à se concilier l'Occident en adoptant un discours plus « modéré » et en récusant tout lien avec al-Qaïda. 
Début 2014, Ahrar al-Cham obtient la libération de Mohammed Haydar Zammar, membre important d’al-Qaïda jusqu'alors emprisonné par le régime syrien, qui avait fondé la cellule de Hambourg et recruté nombre des pirates des attentats du 11 septembre 2001.
Le 1er août 2015, dans un communiqué publié par Labib al-Nahhas, le chef des relations politiques étrangères du groupe, Ahrar al-Sham présente ses condoléances aux talibans après l'annonce du décès du Mollah Omar.
Le 14 novembre 2015, Ahrar al-Cham condamne les attentats du 13 novembre à Paris dans un communiqué publié par Labib al-Nahhas.

## Exactions
Dans un rapport publié le 4 juillet 2016, Amnesty International accuse Ahrar al-Cham de crimes de guerre et dénonce des cas de tortures, d'enlèvements et d'exécutions sommaires commis par des membres de ce groupe,.
En avril 2021, un ancien membre du groupe armé, arrêté en 2019 alors qu'il demande l'asile aux Pays-Bas, est condamné à 6 ans de prison pour avoir appartenu à un groupe terroriste et pour atteinte à la dignité humaine : une vidéo le montre notamment frappant du pied et crachant sur des cadavres

## Désignation comme organisation terroriste
Ahrar al-Cham est classé comme organisation terroriste par le régime syrien, la Russie et les Émirats arabes unis.

### Articles en ligne
- Ahrar al-Sham vu sous l'angle militaire (juillet-août 2015), Historicoblog, 15 août 2015.